# 산마리노강
산마리노강(Rio San Marino)은 이탈리아반도를 흐르는 강이다. 산마리노와 이탈리아 북부를 통과하여 흐른다.